# José Ramón Sandoval
José Ramón Sandoval Huertas, conegut com a José Ramón Sandoval, (Madrid, 2 de maig de 1968) és un entrenador espanyol de futbol.

## Carrera esportiva
Des de 2010 a 2012, i al 2016, entrena el Rayo Vallecano. La temporada 2010-2011 va rebre el Trofeu Miguel Muñoz com a millor entrenador de la Segona Divisió.
El maig de 2012 el Rayo Vallecano va anunciar que Sandoval no renovaria amb l'entitat.